# ریچارد ویلسون (بازیکن فوتبال، زاده ۱۹۵۶)
ریچارد ویلسون (انگلیسی: Richard Wilson؛ زادهٔ ۸ مهٔ ۱۹۵۶) بازیکن فوتبال اهل نیوزیلند بود.
از باشگاه‌هایی که در آن بازی کرده‌است می‌توان به باشگاه فوتبال کترینگ تاون، باشگاه فوتبال گرنثم تاون، و باشگاه فوتبال لینکولن سیتی اشاره کرد.
وی همچنین در تیم ملی فوتبال نیوزیلند بازی کرده‌است.